# Königliche Porzellan-Manufaktur Berlin

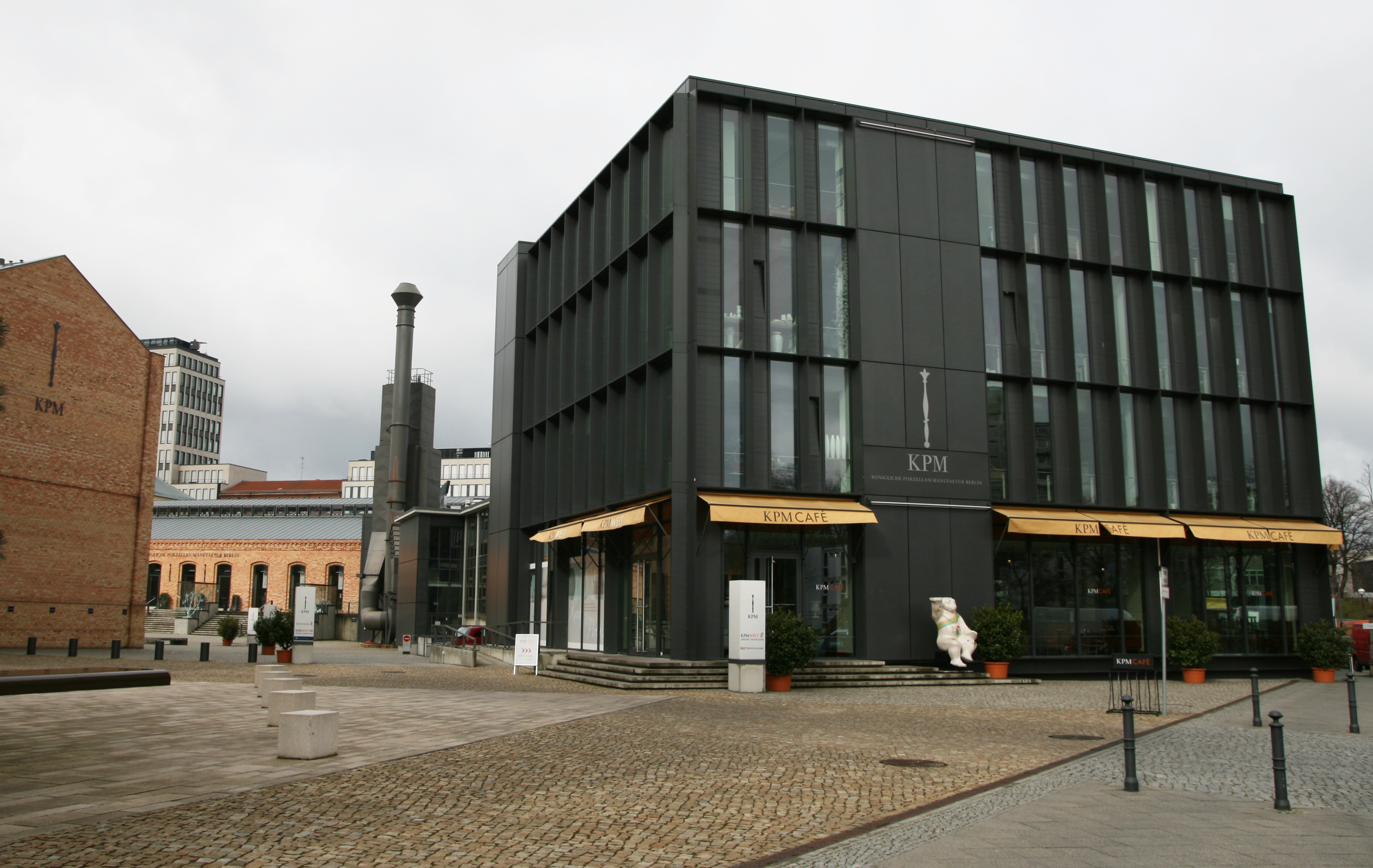
Alt- und Neubau der Königlichen Porzellan-Manufaktur

Die Königliche Porzellan-Manufaktur Berlin (KPM) ist eine seit 1763 in Berlin bestehende und produzierende Manufaktur von feinen Porzellanerzeugnissen. Sie wurde von Friedrich dem Großen gegründet und hat ihren Sitz in der heutigen Wegelystraße.

## Firmengeschichte

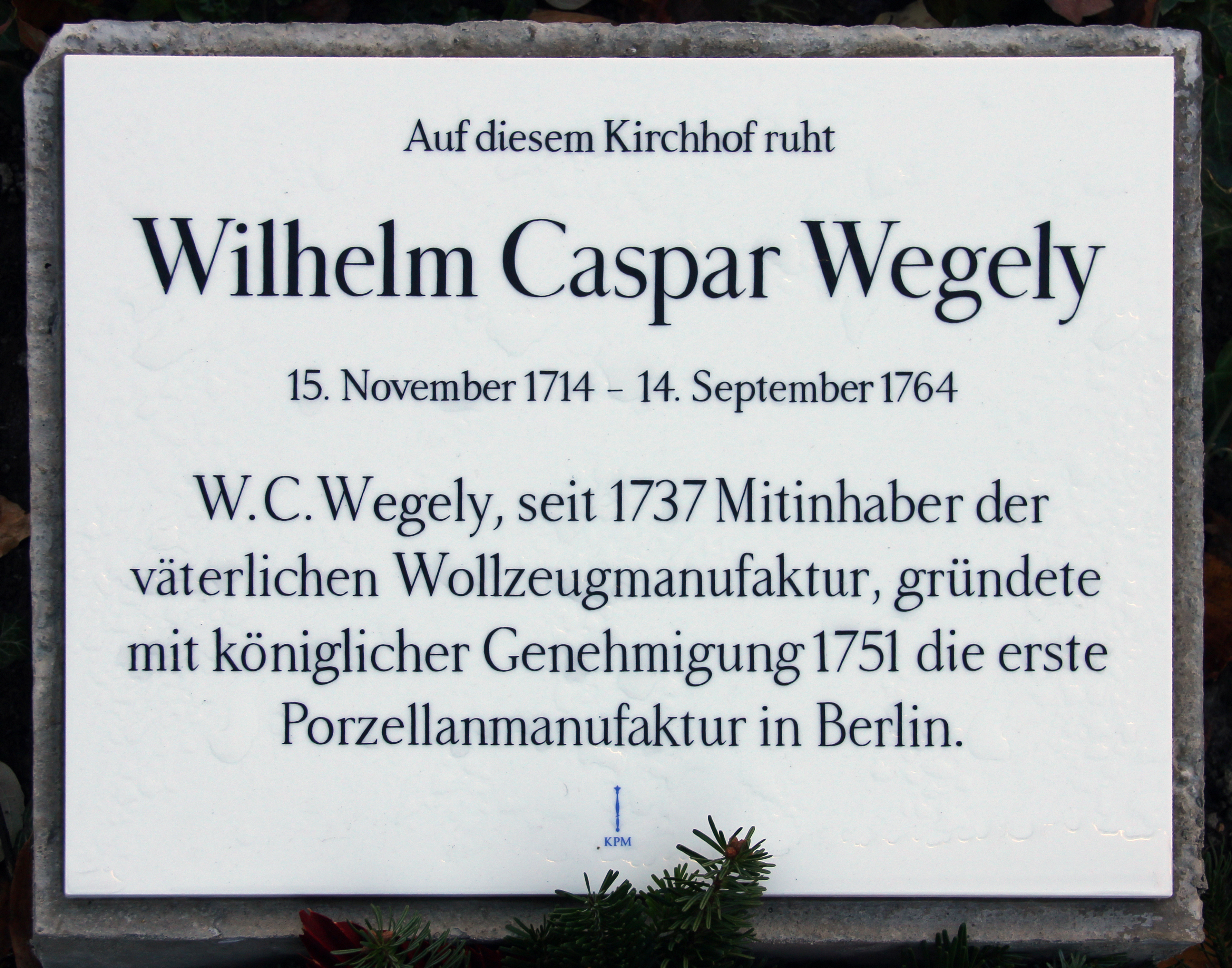
Gedenktafel, Wilhelm Caspar Wegely, Klosterstraße 67, in Berlin-Mitte

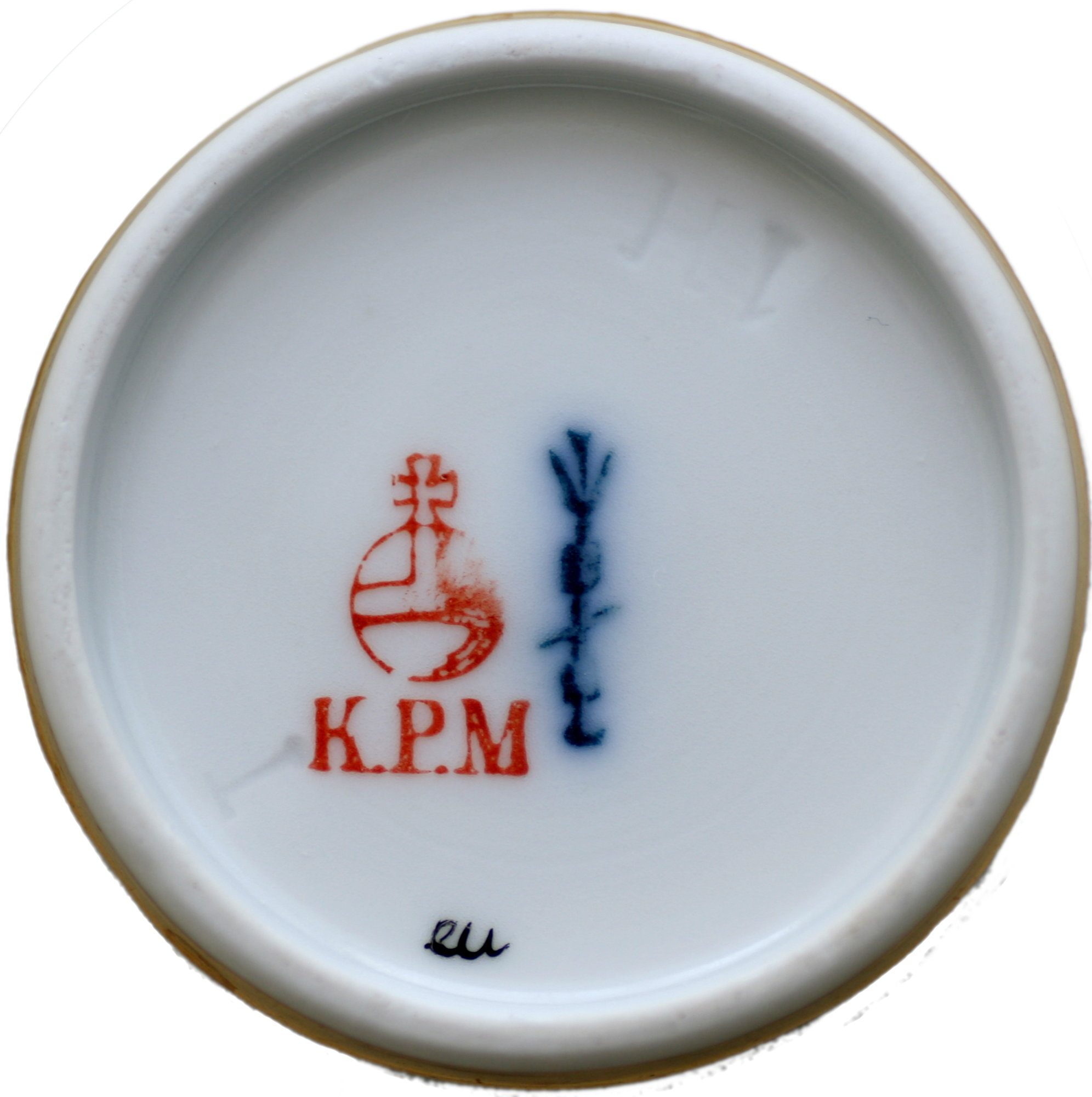
Signet der Königlichen Porzellan-Manufaktur von 1841 (das Zepter ist unter der Glasur aufgebracht und deshalb etwas verschwommen)

### Anfänge
Vor der Gründung der KPM am 19. September 1763 hatte es Mitte des 18. Jahrhunderts bereits zwei Versuche gegeben, mit königlicher Förderung die Fertigung des weißen Goldes (Porzellan) in Berlin zu etablieren.
Die erste Gründung einer Porzellanmanufaktur in Berlin geht auf den Berliner Kaufmann und Wollfabrikanten Wilhelm Caspar Wegely zurück. 1751 erhielt er von Friedrich dem Großen das königliche Privileg, in Berlin eine Porzellanmanufaktur zu errichten. Außerdem gewährte der König Kaufmann Wegely Zollfreiheit für die Einfuhr der notwendigen Rohstoffe und sicherte ihm den Ausschluss jeglicher Konkurrenz zu.
Künstlerische Akzente setzte der Modelleur Ernst Heinrich Reichard, den Wegely 1753 für seine Manufaktur gewinnen konnte. Von ihm stammen vor allem Entwürfe für figürliches Porzellan wie Putten, allegorische Darstellungen, Kavaliere und galante Damen im Stil des Rokoko. Technische Schwierigkeiten und der Siebenjährige Krieg zwangen Wegely jedoch schon nach wenigen Jahren zur Aufgabe. 1757 veräußerte er die Bestände, Werkzeuge und Materialien an den Berliner Kaufmann Johann Ernst Gotzkowsky.
1761 erwarb und erweiterte Gotzkowsky auf Wunsch Friedrichs des Großen die von Wegely übernommene Porzellanmanufaktur. Mit Wegelys Modellmeister Ernst Heinrich Reichard, der im Besitz des Arkanums – der geheimen Rezeptur zur Herstellung von Porzellan – war, schloss er einen Vertrag: Für 4000 Reichstaler verkaufte Reichard ihm das Arkanum und für weitere 3000 den Porzellanvorrat und sonstige Materialien. Außerdem verpflichtete Reichard sich, bei Gotzkowsky als Arkanist und Abteilungsleiter zu arbeiten. Auch seine acht Mitarbeiter wurden übernommen.
Gotzkowsky, vom preußischen König als Unternehmer geschätzt und gefördert, gelang es, bedeutende Künstler und Mitarbeiter der Meißener Porzellan-Manufaktur in dem von preußischen Truppen besetzten Sachsen abzuwerben. So verpflichtete Gotzkowsky einen Kändler-Schüler, Friedrich Elias Meyer aus Meißen, als Modelliermeister und Carl Wilhelm Boehme als Vorsteher der Porzellanmalerei. Als erster Direktor wurde Johann Georg Grieninger eingesetzt. Mit diesen Fachkräften entstand in der Leipziger Straße 4 in Berlin in nur wenigen Monaten eine leistungsfähige Porzellanmanufaktur. Gleichwohl geriet auch Gotzkowsky in finanzielle Schwierigkeiten. Da von königlicher Seite aufgrund der hohen Belastungen des Staatshaushalts durch den Siebenjährigen Krieg keine Unterstützung zu erwarten war, sah sich Gotzkowsky 1763 schließlich gezwungen, die Produktion einzustellen.

### Gründung
Am 19. September 1763 erwarb Friedrich der Große das inzwischen gut aufgestellte Unternehmen zum Preis von 225.000 preußischen Reichstalern. Zum einen wollte er den angesehenen Berliner Kaufmann vor dem drohenden Bankrott retten, zum anderen war ihm daran gelegen, das junge Unternehmen, das ihm am Herzen lag, vor dem vorzeitigen Ende zu bewahren. Mit der Übernahme der Manufaktur durch Friedrich den Großen begann die eigentliche Erfolgsgeschichte der nun Königlichen Porzellan-Manufaktur Berlin.
Der König übernahm das gesamte Personal von 146 Mitarbeitern und gab der Manufaktur ihren Namen und ihr Markenzeichen: das königliche Zepter aus dem kurfürstlich-brandenburgischen Wappen. Von nun an trug sie den Namen Königliche Porzellan-Manufaktur Berlin und wurde zum Musterbetrieb: Die Mitarbeiter hatten feste, geregelte Arbeitszeiten, erhielten ein überdurchschnittliches Einkommen, waren durch die eigene Betriebskrankenkasse abgesichert und erwarben einen gesicherten Rentenanspruch. Bei der Königlichen Porzellan-Manufaktur Berlin gab es zudem keine Kinderarbeit. Auch für die Versorgung hinterbliebener Witwen und Waisen wurde Vorsorge getroffen. In den folgenden Jahren wurden die Arbeitsabläufe in der Manufaktur rationalisiert und die Techniken perfektioniert.

### Rokoko

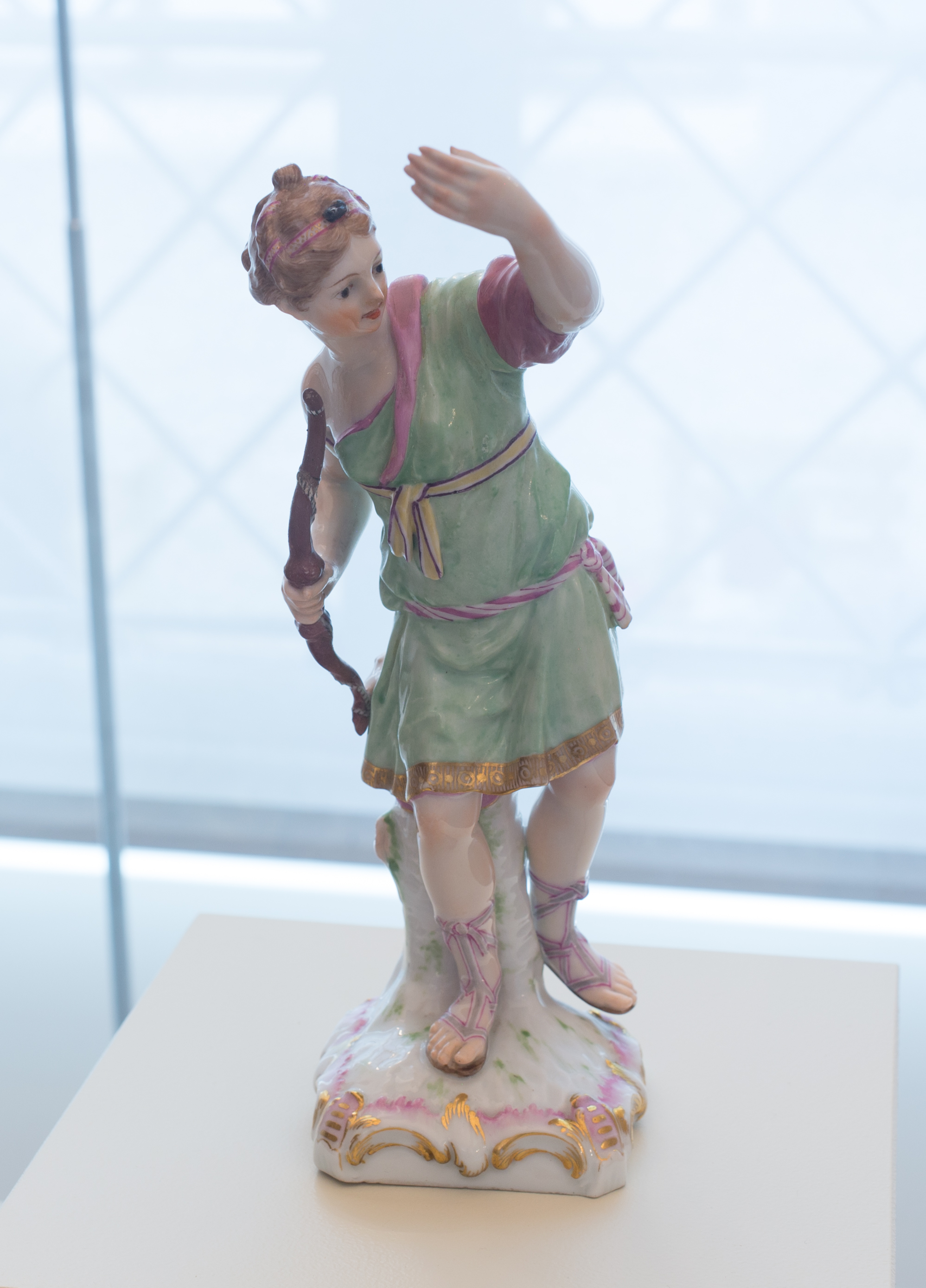
Wilhelm Cristian Meyer: Diana, um 1769. Auf ihrem Kopf trug sie wahrscheinlich einen Halbmond.Jagdschloss Grunewald

Zu den wichtigsten Auftraggebern der Manufaktur zählte Friedrich der Große selbst, der sich deshalb scherzhaft seinen „besten Kunden“ nannte. Von 1763 bis zu seinem Tode im Jahr 1786 bestellte der König bei der KPM Porzellan im Wert von 200.000 Reichstalern. Allein für seine Schlösser gab er 21 Tafelservice’ in Auftrag. Diese Service’ hatten meist 36 Gedecke und bestanden aus bis zu 500 Einzelteilen sowie kunstvollen figürlichen Tafelaufsätzen. Ihre Gestaltung und Farbgebung war auf die Innenausstattung der Räume abgestimmt, für die sie bestimmt waren. Das erste Tafelservice, welches Friedrich im Jahr 1765 für das Neue Palais in Potsdam bestellte, war das Service Reliefzierat. Die Form Neuzierat im Stil des Rokoko stammte von dem Modellmeister Friedrich Elias Meyer, der später noch weitere Service für den König entwerfen sollte. Die Ornamentik des Reliefs aus vergoldeten Rocaillen und Blumenspalieren fand ihre Entsprechung in den Deckenstuckaturen des Neuen Palais. In den Folgejahren entstanden unter anderem die noch heute produzierten Service Neuglatt, Antique Zierat (später Rocaille genannt) und Neuosier.
1784 entstand nach vierjähriger Entwicklungsarbeit ein neuartiger, Bleu mourant („sterbendes Blau“) genannter Farbton. Mit ihm erfüllte sich der Wunsch Friedrichs, das von ihm geschätzte zarte Blau, das auch in seinen Privaträumen in Schloss Sanssouci vorherrschte, auf sein Lieblingsservice Neuzierat zu übertragen. Als Eigentümer der KPM setzte der König das weiße Gold gezielt als Mittel der Diplomatie ein. Seine Staatsgeschenke stammten häufig aus der Manufaktur und fanden sich im russischen Zarenhaus ebenso wie auf den Tafeln der führenden europäischen Königshäuser.

### Klassizismus
Unter Friedrichs Nachfolger, seinem Neffen Friedrich Wilhelm II., wurde die Manufaktur zu einem technologisch führenden Unternehmen in Preußen. Auch der neue König bestellte Porzellan bei der KPM und ließ die Forderungen mit seinem Gewinnanspruch verrechnen. Mit dem Betrieb ging es stetig aufwärts: Ab 1787 betrug der durchschnittliche Reingewinn pro Jahr mehr als 40.000 Taler. 
Die verspielten Formen des Rokoko wichen nun den klaren Linien des Klassizismus.
1790 erteilte Peter von Biron, Herzog von Kurland, der Berliner Manufaktur den Auftrag für ein vierteiliges Tafelservice. Den klassizistischen Entwurf dazu lieferte Johann Karl Friedrich Riese (1759–1834), seit 1770 bei KPM und hier ab 1789 Modellmeister. Das später Kurland genannte Tafelservice wird bis heute produziert. Es gilt als das bekannteste und beliebteste Service der Manufaktur, das mit 87 Einzelteilen auch das umfangreichste ist.
1795 orderte Friedrich Wilhelm II. bei seiner eigenen Manufaktur ein weiteres Service für das Berliner Schloss, da er anlässlich des Friedens von Basel ein umfangreiches neues Service dem französischen Gesandten François Barthélemy als diplomatisches Geschenk übereignet hatte. Zunächst erhielt der König 48 Suppenteller nebst Löffelbänkchen, die mit älteren Staatsservicen Friedrichs II. kombiniert wurden. Dieses klassizistische Service fleurs en terrasse (Blumenterrasse) war insoweit ungewöhnlich, als es die Blumen auf dem Rand des Tellers aus einer rundumlaufenden Wiese sprießen lässt, umgeben von antikisierenden Elementen auf Goldrand, die Mitte der Teller aber unbemalt ist – ein weißer Spiegel, der noch heute modern wirkt. Die weitere Lieferung zog sich dann lange hin, erst 1804 wurden die ersten Speiseteller ausgeliefert und noch bis Mitte des 19. Jahrhunderts wurden Ersatzteile geordert; dieses Service blieb aber einmalig und dem königlichen Hof vorbehalten. Einen damit eingedeckten Tisch kann man seit Erwerb eines größeren Postens durch die SPSG 2022 im Potsdamer Marmorpalais bewundern. 
Berühmte Künstler der Zeit wie Karl Friedrich Schinkel, Johann Gottfried Schadow und sein Schüler Christian Daniel Rauch entwarfen für die KPM Vasen und Skulpturen, unter denen die Prinzessinnengruppe nach einem Entwurf von Johann Gottfried Schadow eine der berühmtesten ist. Die KPM hatte bis 1810 das Monopol auf die Porzellan-Herstellung in Preußen. Den Erzeugnissen der Manufaktur kam weiterhin eine wichtige Rolle im Geschenkwesen des Hofes zu. Neben der Verwendung als diplomatisches Geschenk – hierzu kann das Tafelservice für Arthur Wellesley, 1. Duke of Wellington 1817–1819 gezählt werden – wurde das Porzellan auch an treue Gefolgsleute des Monarchen vergeben. Letzterer Gruppe ist das Service für den Generalleutnant der Kavallerie Diedrich Goswin von Bockum-Dolffs zuzurechnen.

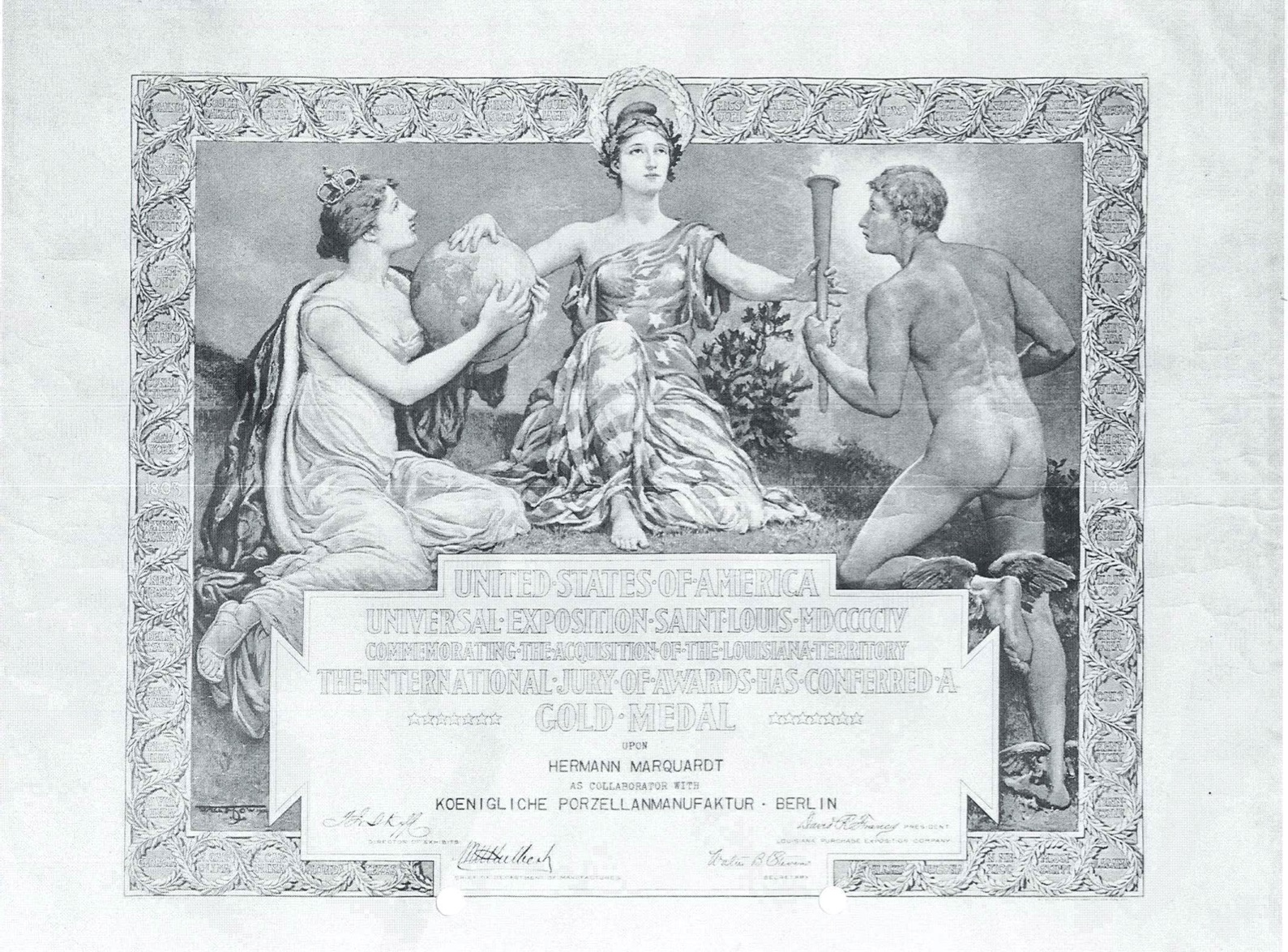
Auszeichnung San Louis 1904, Weltausstellung Hermann Marquardt

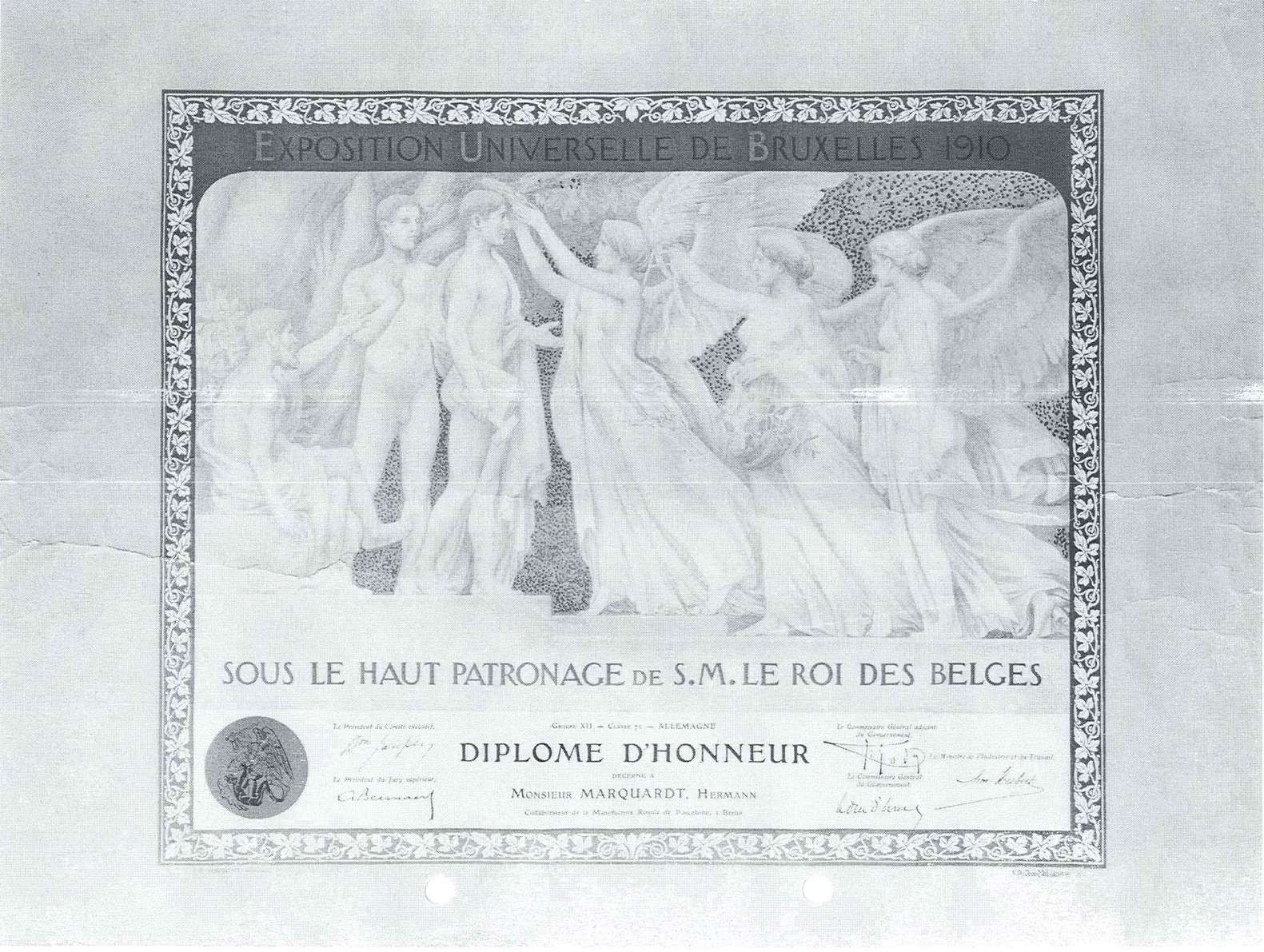
Auszeichnung Brüssel 1910, Weltausstellung, Hermann Marquardt

Unter den großen europäischen Manufakturen war die KPM in der ersten Hälfte des 19. Jahrhunderts führend bei der Produktion der Ansichten- oder Veduten-Porzellane. Zu den bedeutendsten Vedutenmalern gehörte Carl Daniel Freydanck, der unter Leitung des seit 1832 amtierenden Manufakturdirektors Georg Frick eine Serie der schönsten Ansichten von Berlin und Potsdam entwarf. Als königliche Geschenke prägten die mit ihnen geschmückten Vasen und Service das Bild des neuen Berlins an den europäischen Fürstenhöfen. Die Vedutenmalerei nach historischen Vorlagen wird in der Porzellanmalerei-Werkstatt der KPM noch heute gepflegt.
Die KPM hatte in technologischer Hinsicht stets Pionierarbeit für die keramische Industrie geleistet. Das gilt besonders für das von Erfindungen und technischem Fortschritt geprägte späte 19. Jahrhundert. Seit 1878 war der Manufaktur eine Chemisch-Technische Versuchsanstalt angeschlossen. Ihr Leiter, Hermann August Seger, brachte zahlreiche Neuerungen hervor, die das Form- und Farbrepertoire der KPM erheblich erweiterten. 1880 entwickelte Seger ein neuartiges Weichporzellan, das nach ihm benannte Segerporzellan. Inspiriert von chinesischen Keramiken entstanden neue Farbglasuren wie Ochsenblut-, Seladon-, Kristall- und Laufglasuren. Sie erlaubten neue künstlerische Ausdrucksformen und machten Seger zu einem frühen Wegbereiter des Jugendstils. Die Versuchsanstalt beschäftigte sich mit der Weiterentwicklung und Erforschung von Neuerungen auf dem Gebiet der Keramik. Von 1897 bis 1920 leitete der Chemiker Friedrich Hermann Marquardt (1863–1944) die Versuchsanstalt. Auf den Weltausstellungen in San Louis (1904) und Brüssel (1910) wurde er für seine Entwicklungen ausgezeichnet, so für die Herstellung einer Porzellanmasse, die es ab 1899 ermöglichte, anstatt erst mit Ton gleich aus der Masse selbst zu modellieren.

### Jugendstil
1886 wurde Professor Alexander Kips als künstlerischer Leiter an die Berliner Porzellanmanufaktur berufen. Sein Nachfolger Theo Schmuz-Baudiß, der 1908 als künstlerischer Leiter der Manufaktur ernannt wurde, förderte den Einsatz der Unterglasurdekore und entwickelte neue Formen. Dies brachte der KPM große Anerkennung auf internationalen Kunstausstellungen.
Zu den bedeutendsten Berliner Jugendstil-Porzellanen gehört der Hochzeitszug des Bildhauers Adolph Amberg. Für die Eheschließung des Kronprinzen Wilhelm von Preußen mit Cecilie von Mecklenburg-Schwerin hatte er 1904 einen mehrteiligen figürlichen Tafelaufsatz aus Silber entworfen. Dieser gelangte jedoch nicht zur Ausführung, da dem Hof der Entwurf, insbesondere die Darstellung der Braut als nackte Europa auf dem Stier, zu freizügig war. Schmuz-Baudiß erkannte die künstlerische Bedeutung des Entwurfs und ließ ihn 1908 in Porzellan umsetzen. 1910 wurde der Hochzeitszug der KPM auf der Weltausstellung in Brüssel mit einer Goldmedaille ausgezeichnet.
Mit dem Ende der Monarchie im Jahr 1918 wurde die KPM zur Staatlichen Porzellan-Manufaktur Berlin. Das Signet KPM und die Zeptermarke blieben allerdings erhalten.

### Bauhaus und die Neue Sachlichkeit
1925 kam Nicola Moufang nach Berlin. Hier war er bis 1929 Künstlerischer Leiter der Staatlichen Porzellan-Manufaktur Berlin. Charles Crodel hatte 1928 von Halle aus in der Manufaktur zu malen begonnen. Unter ihrem neuen Direktor Günther von Pechmann beeinflussten die Ideen des Deutschen Werkbunds und des Bauhauses ab 1929 die künstlerische Arbeit der Berliner Manufaktur. Ziel war die zeitgemäße, sachliche Gestaltung des Gebrauchsporzellans. Zeitgenössische Künstler wie Gerhard Marcks, Marguerite Friedlaender und Trude Petri gaben der Porzellangestaltung ein modernes Gesicht. Berühmte Entwürfe aus dieser Zeit sind das Tafelservice Urbino von Trude Petri und die in Kooperation mit der Burg Giebichenstein Kunsthochschule Halle entstandenen Halle-Vasen von Marguerite Friedlaender.
Die Machtübernahme durch die Nationalsozialisten hatte in den 1930er Jahren für viele Künstler der KPM gravierende Folgen: Marguerite Friedlaender wurde aufgrund ihrer jüdischen Herkunft zur Emigration gezwungen. Ludwig Gies und Gerhard Marcks wurden wegen ihrer Loyalität zu jüdischen Kollegen aus ihren Lehrämtern entlassen und erhielten Ausstellungsverbot. Der ebenfalls aus dem Lehramt entlassene Kunstpädagoge, Maler und Schriftsteller Gerhard Gollwitzer wurde 1941 zum künstlerischen Leiter der KPM.
Im Zweiten Weltkrieg wurde die Manufaktur in der Nacht vom 22. zum 23. November 1943 durch alliierte Luftangriffe so schwer beschädigt, dass die Produktion eingestellt werden musste. Noch im Dezember 1943 wurde die Arbeit in der Massemühle und im Januar 1944 ein Notbetrieb in der Manufaktur wiederaufgenommen.

### Neue Wege
Nach dem Zweiten Weltkrieg bezog die KPM ein Ausweichquartier in Selb. Von Franken aus belieferte sie den Markt weiterhin mit Zier- und Gebrauchsporzellan. 1957 zog die Produktion wieder zurück auf das historische Gelände der KPM in Berlin-Tiergarten, nachdem die Gebäude dort wieder aufgebaut worden waren.
Durch Senatsbeschluss wurde die KPM 1988 zur Gesellschaft mit beschränkter Haftung und firmierte fortan als KPM Königliche Porzellan-Manufaktur Berlin GmbH. In den 1990er Jahren besann man sich bei der KPM wieder stärker auf die kulturellen und kunsthandwerklichen Traditionen der Manufaktur. Nach dem großen Erfolg einer Vasenkollektion präsentierte die KPM 1996 das in Zusammenarbeit mit dem italienischen Designer Enzo Mari entstandene Service Berlin.
In der Zeit von 1998 bis 2003 wurde das gesamte KPM-Quartier am Berliner Tiergarten unter denkmalpflegerischen Gesichtspunkten von den Architekten von Gerkan, Marg und Partner rekonstruiert. Zugleich wurde die Produktionstechnologie auf den neuesten Stand gebracht.
Nach mehreren Privatisierungsversuchen übernahm der Berliner Bankier Jörg Woltmann die Königliche Porzellan-Manufaktur Berlin im Februar 2006 als Alleingesellschafter. Noch im selben Jahr eröffnete die KPM ihre neu gestaltete Verkaufsgalerie in der historischen Ringkammer-Ofenhalle. Weitere eigene Geschäfte betreibt die KPM in Berlin, Potsdam, Hamburg, Köln und Düsseldorf. 2007 eröffnete die Manufaktur die KPM Welt Erlebnisausstellung im KPM-Quartier mit einer Dauerausstellung zur Geschichte und handwerklichen Porzellanherstellung der Gegenwart.
In jüngster Zeit weisen Kooperationen mit Luxusmarken wie Bottega Veneta und Bugatti Automobiles neue Wege. 2011 gestaltete die KPM in Zusammenarbeit mit Bugatti Applikationen und Interieur-Details aus Porzellan sowie einen kobaltblauen Liniendekor für einen Bugatti Veyron Grand Sport „L’Or Blanc“. 2012 entstand ein Bugatti Veyron Grand Sport „Wei Long“ mit Drachenmotiven, ebenfalls in Porzellan umgesetzt.
Zum 250. Jubiläum der KPM im Jahr 2013 zeigten drei große Berliner Ausstellungen KPM-Porzellankunst aus zweieinhalb Jahrhunderten. Das Bröhan-Museum präsentierte unter dem Titel Lust auf Dekor KPM-Porzellane zwischen Jugendstil und Art déco. Im Schloss Charlottenburg der Stiftung Preußische Schlösser und Gärten Berlin-Brandenburg war die Ausstellung KPM – Gestalten, Benutzen, Sammeln zu sehen. In der KPM-Welt gab die Sonderausstellung Königliche Porzellan-Manufaktur Berlin 1763-2013 mit 300 Werken der Porzellankunst aus 18 Privatsammlungen einen Überblick über sämtliche Schaffensperioden der Manufaktur.
Seit 2014 ist die Porzellan-Currywurstschale mit 10.000 Stück pro Jahr ein gut verkauftes Produkt.
2016 wurde die Stiftung Königliche Porzellan-Manufaktur Berlin gegründet, die sich hauptsächlich um die „Kunst und Kultur sowie die Weiterentwicklung in Wissenschaft und Forschung des Kulturgutes KPM Berlin“ kümmern soll. Vorstandsmitglieder der Stiftung sind Jörg Woltmann, André Schmitz und Ulrich Maas.
2017 wurde an die um die Jahrtausendwende eingestellte Produktion von Laborporzellan angeknüpft: Chefdesigner Thomas Wenzel entwickelte die sogenannte Serie LAB Berlin, die anhand der chromgrünen Stempelmarke und dem Schriftzug „BERLIN“ zu erkennen ist.

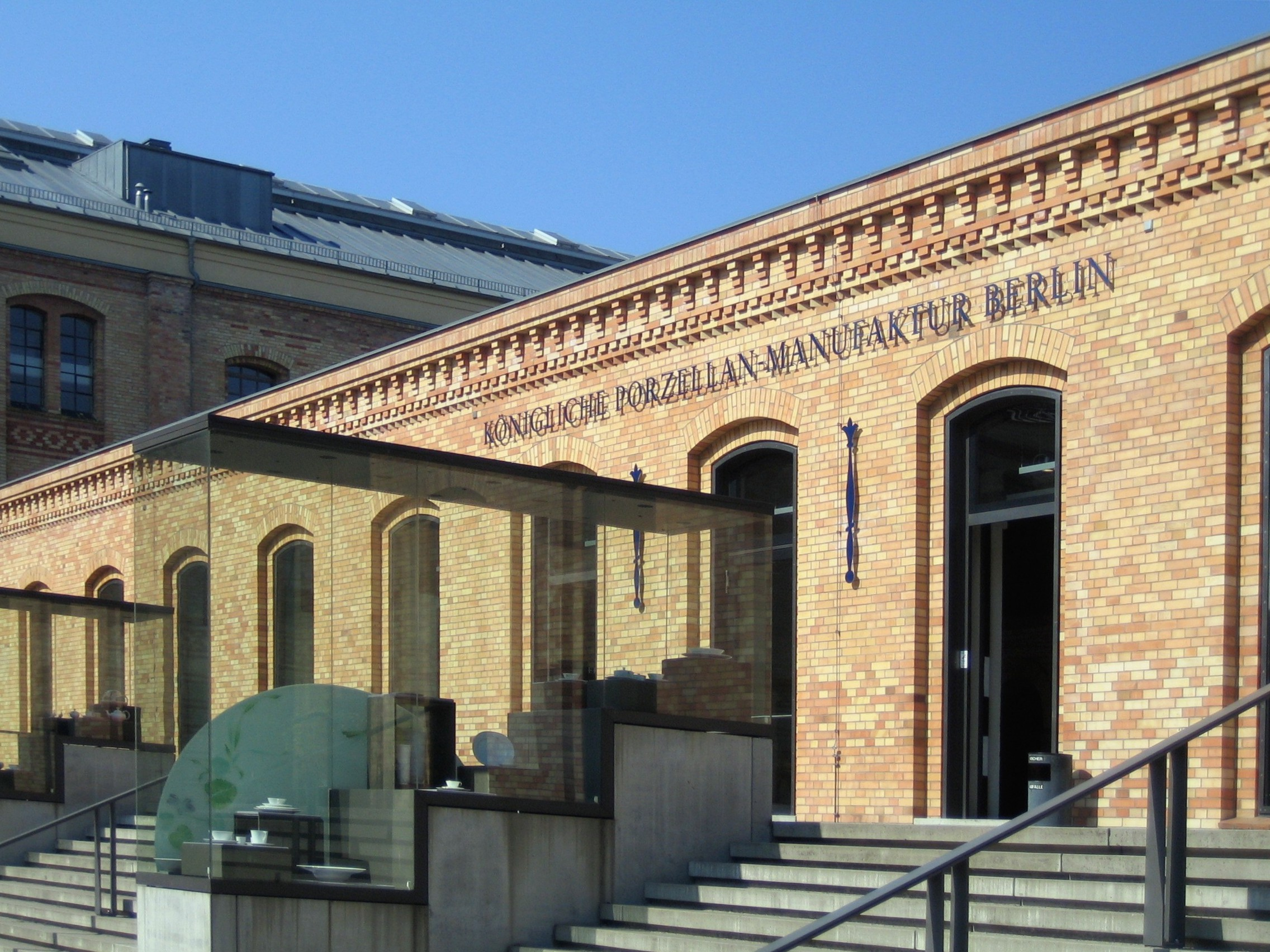
Alte Ofenhalle mit Schauvitrinen
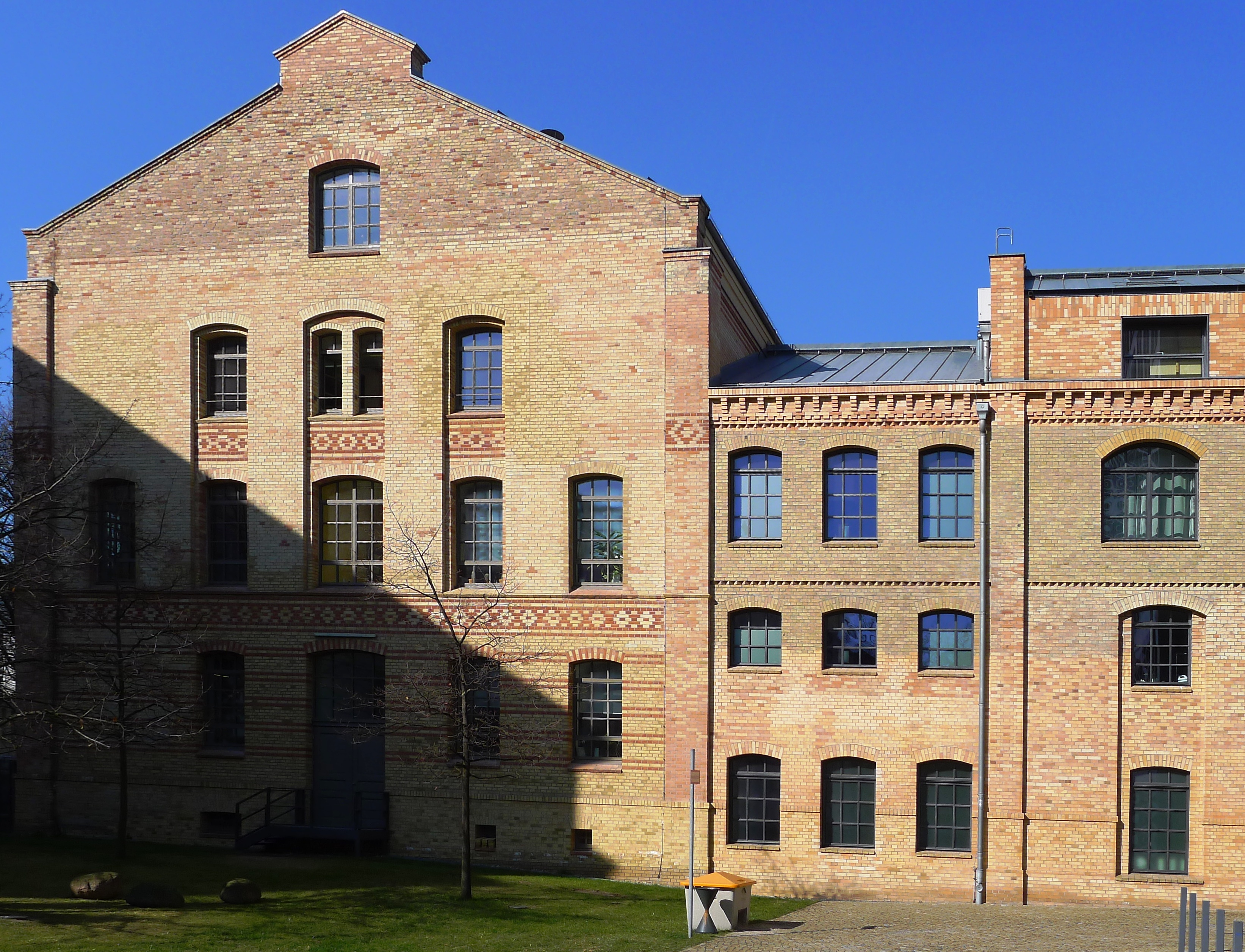
Alte Ofenhalle
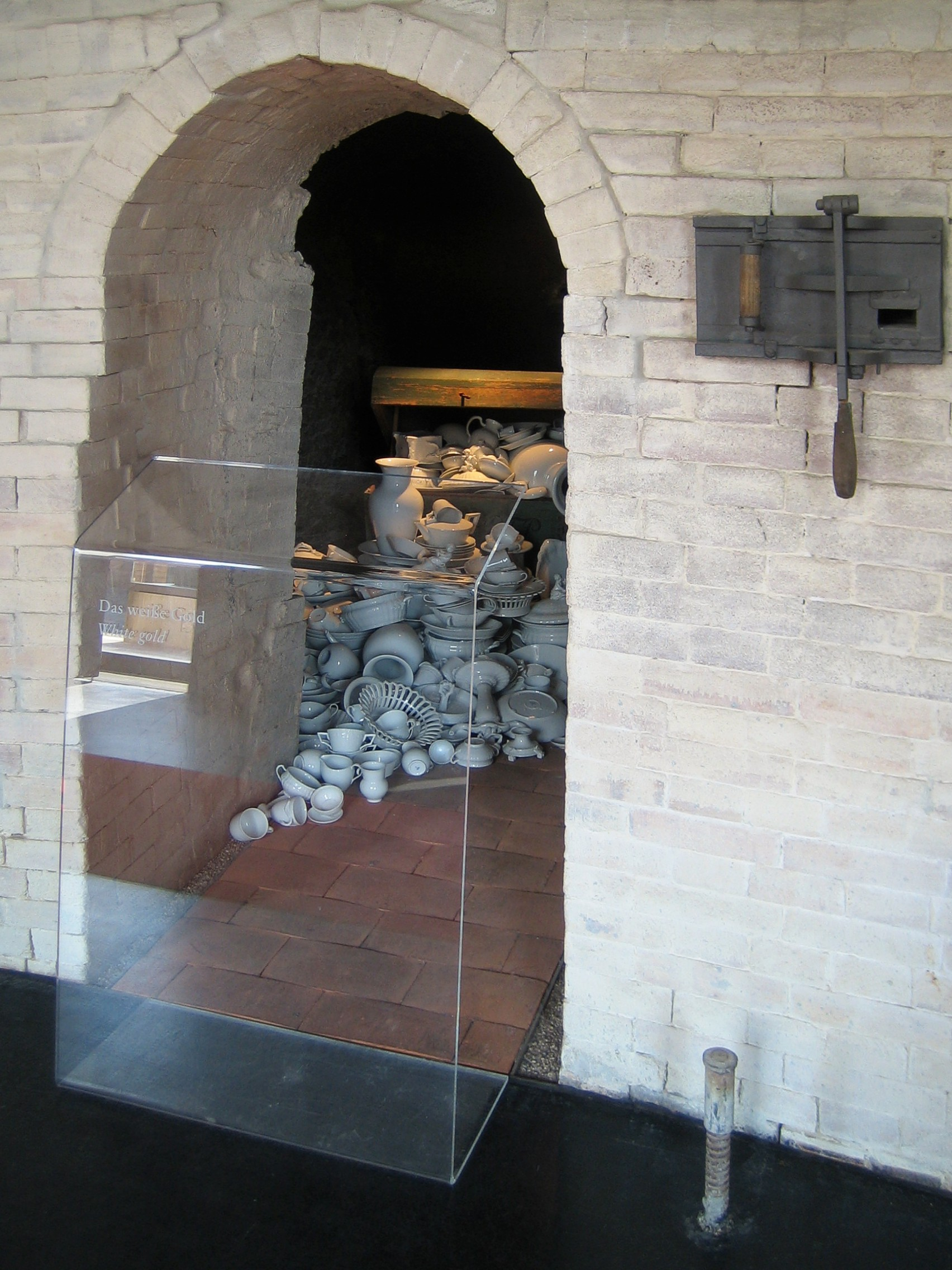
Alte Brennkammer mit Dekoration
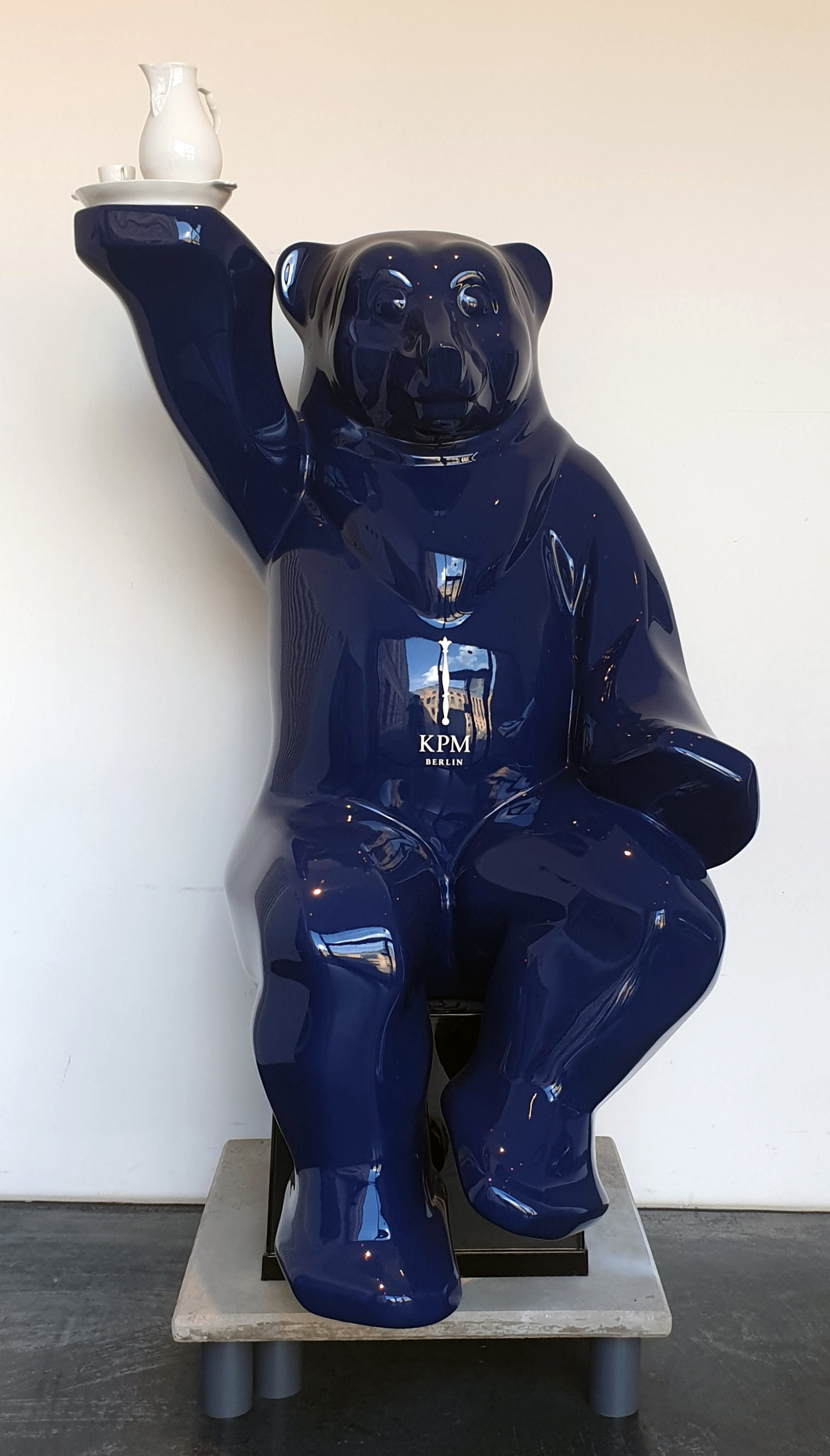
KPM Bär

## Geschäftsgebäude

### Neue Manufaktur
1867 wurde Ferdinand Hermann Gustav Möller zum kommissarischen Leiter und 1868 zum Direktor der Königlichen Porzellan-Manufaktur Berlin ernannt, für die er am neuen Standort, der 1872 vollständig in Betrieb genommen wurde, in der Wegelystraße am Großen Tiergarten nach Plänen und unter Leitung des Architekten Emil Boethke neue Gebäude errichten ließ; nachdem die Manufaktur an der Leipziger Straße dem Bau des Preußischen Landtages weichen musste. Der neue Standort des 360.000 Taler teuren Neubaus war aufgrund seiner Lage an der Spree nun auch für Transporte von Rohstoffen und Fertigprodukten mit dem Schiff erreichbar.

### Besucherkomplex
Auf dem Gelände entlang der Straße entstand für Besucher auch ein Verkaufs- und Ausstellungs-Komplex, bestehend aus einem runden Pavillon und einem dreigeschossigen villenähnlichen Gebäude nach Entwurf des Architekten F. W Virck.

## Die Marke
Das Firmensignet ist das kobaltblaue Zepter aus dem Kurbrandenburgischen Wappen, mit dem jedes einzelne Porzellan versehen wird.
Alle dekorierten Porzellane der KPM werden zudem handsigniert und mit einer Malereimarke gekennzeichnet. Die KPM ist auch heute noch eine Manufaktur, die alle Porzellane, Service und figürliche Porzellane fast ausschließlich in Handarbeit fertigt und die Dekore in Freihandmalerei herstellt.

### Zeptermarke

Reichszepter in blauem Feld, Wappen des Markgrafen von Brandenburg als Erzkämmerer

Aktuelles Logo

Als Friedrich der Große die Manufaktur am 19. September 1763 von dem Berliner Kaufmann Johann Ernst Gotzkowsky übernahm, verlieh er dem Unternehmen neben den Privilegien einer Königlichen Manufaktur auch als Markenzeichen das kobaltblaue Zepter aus dem kurfürstlich-brandenburgischen Wappen. Die Kennzeichnung der Porzellane findet zwischen Verglühbrand und vor dem Glasieren statt. Anschließend wird das Porzellan glasiert und ein weiteres Mal gebrannt. Als Unterglasur-Marke verbindet sich die Kobaltfarbe des Zepters untrennbar mit der darüberliegenden Glasur. Porzellane der zweiten Sortierung werden mit einem Schleifstrich auf dem Zepter markiert und grundsätzlich nicht bemalt.
Um die Marke besser vor Nachahmungen zu schützen, später aber auch aus Image-Gründen, wurde das Markenzeichen immer wieder abgeändert. Allein seit 1945 erfolgten fünf Abwandlungen der Zepter-Marke, was eine relativ genaue Angabe der Entstehungszeit einzelner Stücke ermöglicht. In den Jahren der Auslagerung der Produktion nach Selb von 1944 bis 1957 wurde dem Zepter ein S hinzugefügt. Seit 2000 zeigt die Unterglasur-Marke ein blaues Zepter und darunter die Buchstaben KPM, die aktuelle Marke wird seit 2007 verwendet und ist eine davon abgewandelte Version mit verlängertem Zepter und verkleinertem KPM-Schriftzug darunter.
Die seit 1831 in Waldenburg/Niederschlesien bestehende Porzellanfabrik Krister Porzellan-Manufaktur verwandte ebenfalls das Warenzeichen KPM, was bis heute zu Verwechslungen führt.

### Malereimarken
Seit 1803 wird dekoriertes Porzellan zusätzlich mit einer Malereimarke gekennzeichnet. Sie bestätigt die Echtheit der Malerei. Heute wird dieser Stempel in Form eines Reichsapfels meist neben die Zeptermarke gesetzt. Abhängig von der Art der Dekoration, wird das Malereisignet in verschiedenen Farben aufgetragen.
Ein roter Reichsapfel kennzeichnet Porzellane, die mit Blumenmalereien versehen sind. Aber auch farbig staffierte Figuren und Landschaftsmalereien erhalten den roten Stempel. In grüner Farbe wird der Reichsapfel gestempelt, wenn Porzellanstücke ohne Blumenmalerei dekoriert werden, beispielsweise mit einem Gold- oder Platinrand, flächigen Farbdekoren oder Monogrammen. Ein Reichsapfel in Blau verweist auf Dekore, die mit Scharffeuerfarben ausgeführt wurden. Diese Farben werden bei einer sehr hohen Temperatur gebrannt, sinken in die anschmelzende Glasur und sind spülmaschinengeeignet. Ein schwarzer Reichsapfel wird zur Kennzeichnung von gedruckten Dekoren verwendet.
Befindet sich kein Reichsapfel auf dem Porzellan, wurde das Stück mit wenigen Ausnahmen nicht in der Manufaktur bemalt.

### Malerzeichen
In der KPM werden fast alle Dekore, mit Ausnahme der durch den schwarzen Reichsapfel gekennzeichneten Druckdekore, von Hand gemalt. Die Porzellanmaler können die Motive – wie Blumen oder Landschaftsmalereien – innerhalb der Vorgaben des jeweiligen Dekors frei interpretieren. Am Ende setzt der Maler seine Signatur auf den Standring des von ihm dekorierten Porzellanteils. Sie weist die Malerei als Unikat aus. Jeder Maler hat sein persönliches Signet. Zusätzlich kennzeichnen Ziffern die unterschiedlichen Malereidekore.

## Erzeugnisse
Die KPM hat im Laufe ihrer Geschichte eine Vielzahl von Serviceformen, figürlichem Porzellan, Pfeifenköpfen und Lithophanien hergestellt. Heute schöpft die Manufaktur aus einem ständig weiter wachsenden Repertoire von mehr als 150.000 Formen. Einige von ihnen werden seit Gründung der Manufaktur vor 250 Jahren unverändert produziert.

### Service
Unter den zehn aktuellen Servicen der KPM finden sich drei Rokoko-Formen, die noch von Friedrich dem Großen für seine Schlösser in Auftrag gegeben wurden (Rocaille, Neuzierat und Neuosier), aber auch Entwürfe aus den Epochen des Klassizismus, des Jugendstils, des Bauhauses und der Gegenwart:
- Für das Breslauer Stadtschloss (Dekor Nr. 64) entwarf KPM-Modellmeister Friedrich Elias Meyer 1767 die Form Antique Zierat (unter Friedrich Wilhelm IV. in Rocaille umbenannt). Die Fahne ist von einem antikisierenden Stabbündel umgeben, an das sich nach innen plastische Rocaillen und vier Felder mit Blumenornamenten anschließen. Von den vier Feldern laufen jeweils vier Rippen bis in den Spiegel des Tellers. Für das Breslauer Stadtschloss wurde das Service auf Wunsch des Königs „mit vergoldeten antiquen Zierathen und Blauem Mosaique“ sowie „mit natürlichen Blumen und Guirlanden“ bemalt. Für das Potsdamer Stadtschloss bestellte Friedrich dieselbe Form mit gelben Randfeldern ohne Schuppenmuster. Bei Staatsbanketten des Bundespräsidenten im Schloss Bellevue wird die Tafel mit Rocaille, dekoriert mit Goldrand und goldenem Adlerwappen, eingedeckt.
- Für das Neue Palais in Potsdam wurde im Jahr 1765 das Service Reliefzierat entworfen. Zwei Jahre später folgte das Service Neuzierat, welches das Lieblingsservice Friedrichs des Großen war. In ausgewogenem Verhältnis zu den glatten Flächen umziehen bei diesem Entwurf Blattranken die Stäbe und Rocaillen. Berühmt wurde das Service durch den seit 1784 unverändert ausgeführten Blumendekor in blauen Farbton Bleu mourant (sterbendes Blau).
- Der Entwurf Neuosier aus dem Jahr 1770, inspiriert vom französischen osier (Weidengeflecht), ist charakterisiert durch das Relief, welches einem geflochtenen Korb nachempfunden ist. Die Gefäßwandungen und Tellerflächen sind durch geschwungene Rippen gegliedert. Die Henkel der Kannen und Tassen sowie die Griffe der Terrinen und Ragouts sind Zweigen nachempfunden. Aufwändig mit Blumenbuketts und einer goldenen Laubkante dekoriert, wurde Neuosier 1780 für den Kronprinzen Friedrich Wilhelm II. angefertigt. Nach seinem Regierungsantritt wurde es an der Hoftafel von Schloss Sanssouci verwendet.Kurland, DetailKurland, Detail

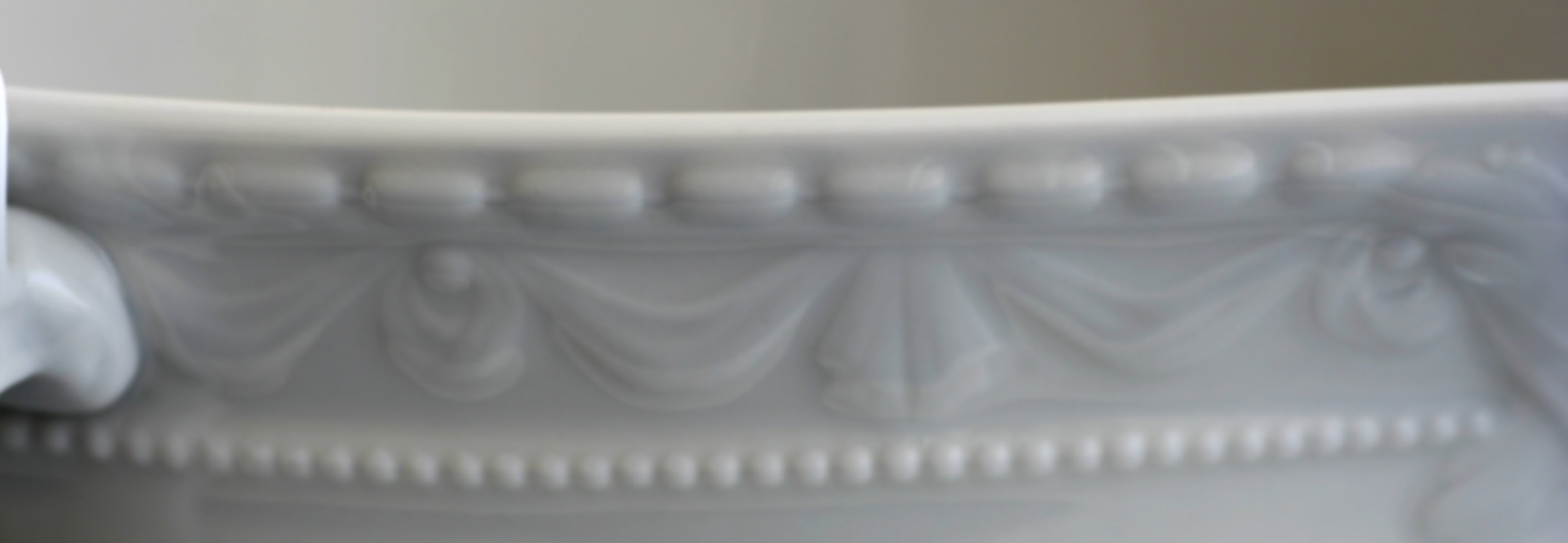
Kurland, Detail

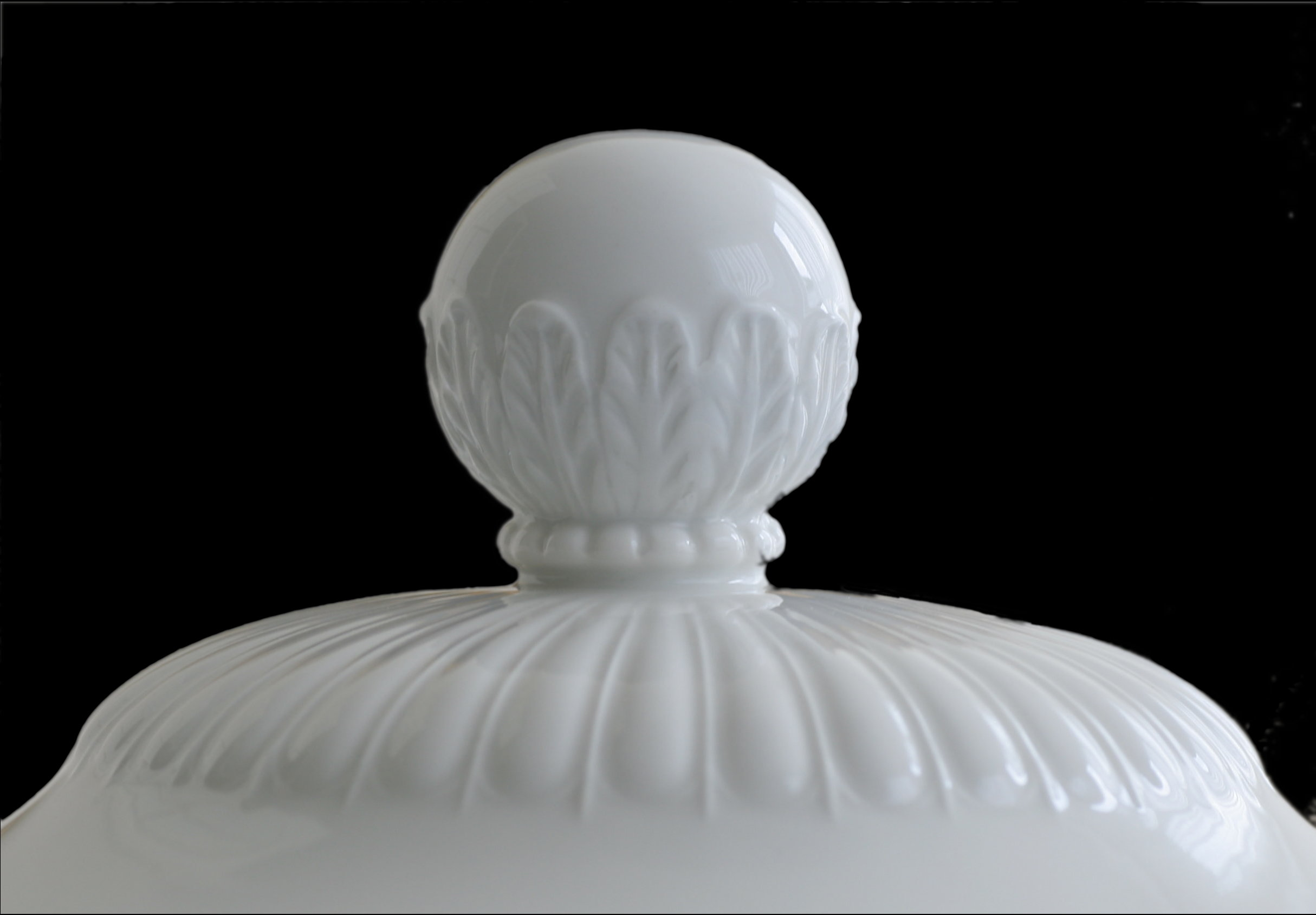
Kurland, Detail

- Die Form Kurland, um 1790 von Johann Karl Friedrich Riese entworfen, geht zurück auf einen Auftrag von Peter Biron, Herzog von Kurland für ein Tafelservice im klassizistischen Stil. Das beauftragte „Service mit antiquer Kanthe“,[20] das im 19. Jahrhundert zu Ehren seines Auftraggebers in Kurland umbenannt wurde, zählt mit mehr als 70 Teilen zu den umfangreichsten und erfolgreichsten Servicen der KPM. Als Gestaltungsvorbild für das Relief mit antiken Tuchgehängen, Eierstäben und Perlrand diente englisches Silber.
- Die 1912 von Theodor Schmuz-Baudiß für das 150. Jubiläum der KPM entworfene und noch heute produzierte Form Ceres ist eine Hommage an die Üppigkeit des späten Jugendstils. Füllhörner mit Früchten und Kornähren bilden die reichhaltige, phantasievolle Reliefdekoration. Heute besteht das aktive Angebot der KPM vor allem aus dem aufwändigen Tafelaufsatz, da viele Formen durch die Kriegszerstörung nicht mehr verfügbar sind.
- Erfolgreiche Service der 1930er-Jahre sind die von Trude Petri gestalteten Formen Urbino, Arkadia und Feldblume auf Bord. Für das 1931 geschaffene Tafelservice Urbino im Stil der Neuen Sachlichkeit wurde sie auf der Weltfachausstellung Paris 1937 mit dem Grand Prix ausgezeichnet. Die Funktionalität des Entwurfs, der auf Kreis- und Kugelformen basiert, zeigt sich beispielhaft in der Terrine: Der Deckel lässt sich auch als Schale verwenden. Als Klassiker der Moderne wurde Urbino in die ständige Sammlung des Museum of Modern Art in New York aufgenommen.
- Auch das aus Anlass des 175-jährigen Bestehens der KPM entstandene Service Arkadia von 1938 (ursprünglich nur als Teeservice) und der Entwurf Feldblumenrelief auf Bord aus dem Jahr 1940 basieren auf der Formensprache der Neuen Sachlichkeit. Zu der von Trude Petris entwickelten klaren Arkadia-Form ließ sich Siegmund Schütz von der griechischen Mythologie zu Reliefmedaillons inspirieren, die die Geschichte des Traumlands Arkadien erzählen. Für dieselbe Grundform schuf Gerhard Gollwitzer zwei Jahre später den Dekor Feldblumenrelief auf Bord, einen Reliefschmuck aus Gräsern, Wiesenblumen und Insekten. Seit 1990 wird die Arkadia-Form unter dem Namen Urania auch ohne Reliefschmuck angeboten.

### Figürliches Porzellan
In der Meisterwerkstatt der KPM sind in den vergangenen 250 Jahren figürliche Porzellane unterschiedlicher Stilrichtungen geschaffen worden.
Ein Höhepunkt der Berliner Porzellankunst im Klassizismus ist die 1796 entstandene Prinzessinnengruppe nach einem Entwurf von Johann Gottfried Schadow. Das 1795 aus Anlass einer königlichen Doppelhochzeit geschaffene Standbild gilt als ein Hauptwerk der Stilepoche. Es zeigt Luise von Mecklenburg-Strelitz, die Frau des Kronprinzen und späteren Königs Friedrich Wilhelm III., und ihre jüngere Schwester Friederike, die dessen Bruder Ludwig heiratete.
Tierplastiken haben in der Geschichte der KPM von Anfang an eine wichtige Rolle gespielt. Im Rokoko lassen das inszenierte Spiel von Licht und Schatten und eine naturalistische Staffage sie als kunstvolle Abbilder der Natur erscheinen. Unter den zahlreichen Vogelfiguren finden sich noch heute Entwürfe aus der Anfangszeit der Manufaktur, wie der leuchtend blau- und türkisfarbene Eisvogel von Giovanni Battista Pedrozzi aus dem Jahr 1765. In den 1920er Jahren entwarf Tommi Parzinger für die KPM humorvoll pointierte Hunde- und Hasenfiguren im Stil des Art-déco.

### Vasen
Bedeutende Künstler aller Stilepochen haben für die KPM Vasen entworfen. Viele von ihnen wurden zu zeitlosen Klassikern. Auf Karl Friedrich Schinkel lassen sich gleich mehrere Vasenentwürfe aus der Zeit des Klassizismus zurückführen, unter anderem die 1818 entstandene Vase Trompetenform oder die Fidibus-Vase aus der Zeit um 1820.
Dem Ideal der reinen Form folgen die in Zusammenarbeit mit der Kunstgewerbeschule Burg Giebichenstein entstandenen Halle-Vasen der Bauhaus-Keramikerin Marguerite Friedlaender aus dem Jahr 1931. Aus den Grundformen Ellipse und Kegel schuf sie sieben klar proportionierte Vasen. Eine von ihnen wurde in die ständige Sammlung des Museum of Modern Art in New York aufgenommen. Die vom Bauhaus geforderte Symbiose aus Form und Funktion findet sich auch in zahlreichen Vasenentwürfen von Trude Petri, die von 1930 bis 1968 als Designerin für die KPM tätig war. Die von ihr geschaffene rechteckige Cadre-Vase aus dem Jahr 1967 nimmt Bezug auf eine 1930 ebenfalls von ihr für das Service Urbino geschaffene Teedose.

## Galerie

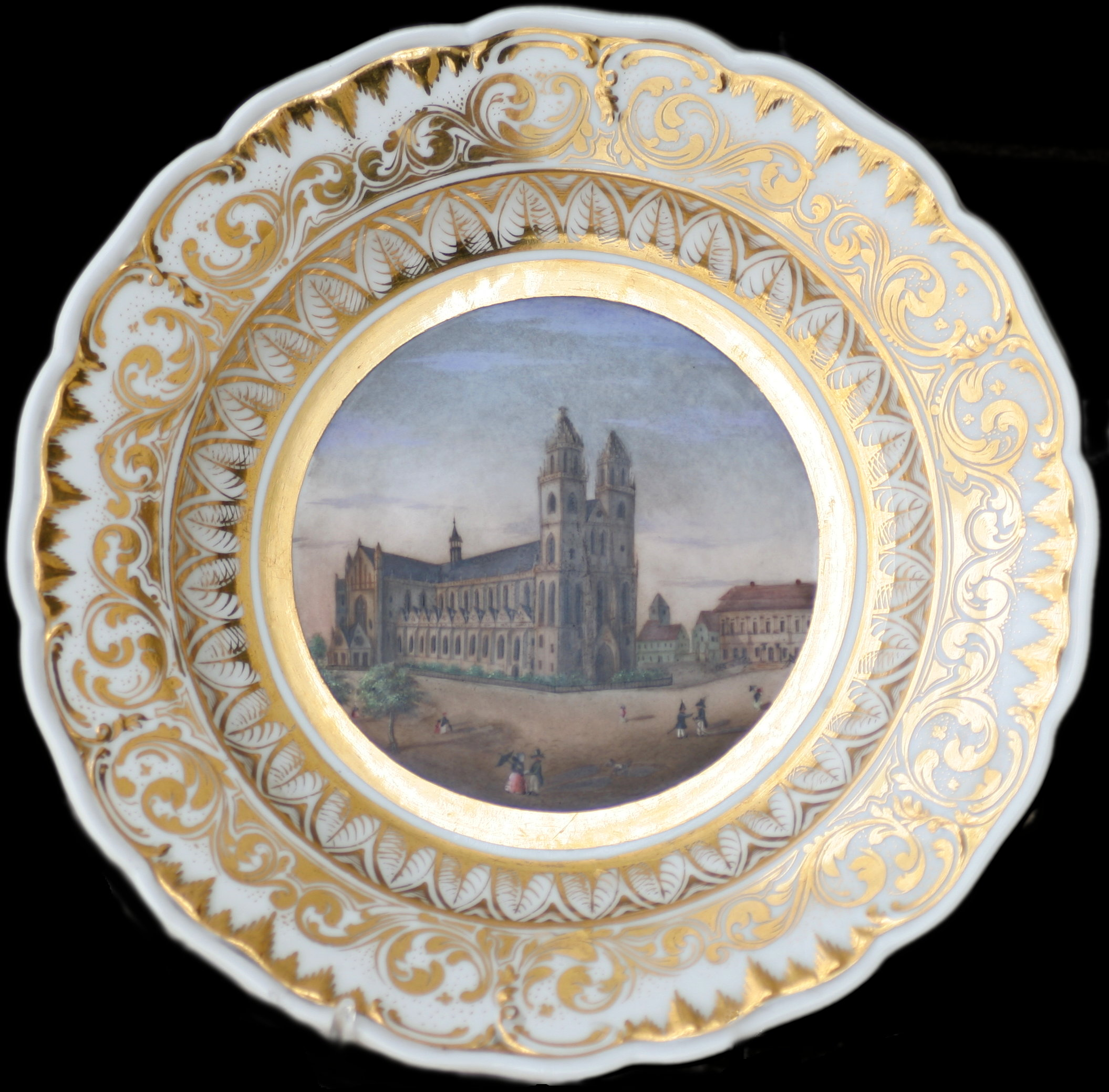
Zierteller mit dem Dom von Magdeburg
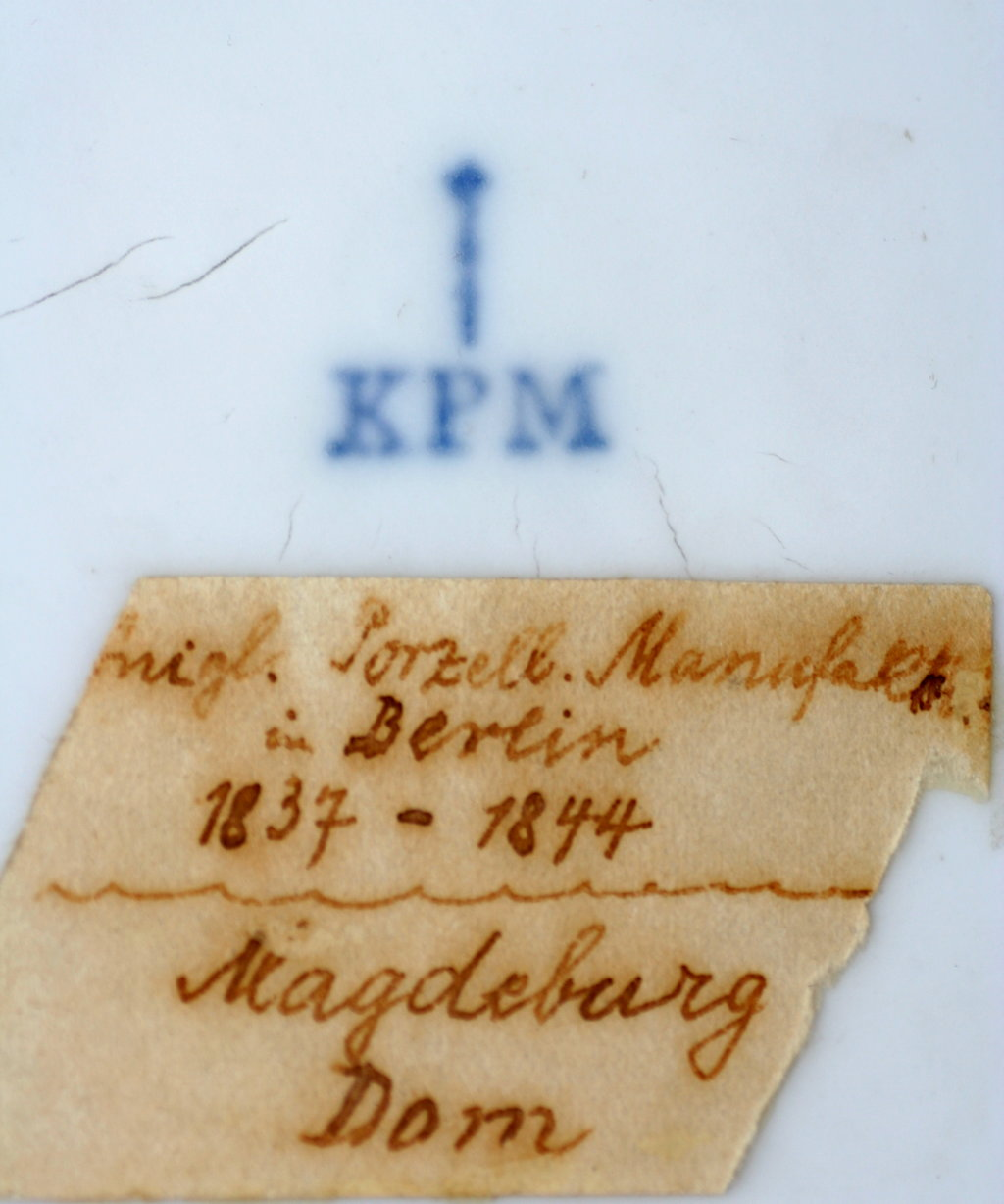
Rückseite des Ziertellers
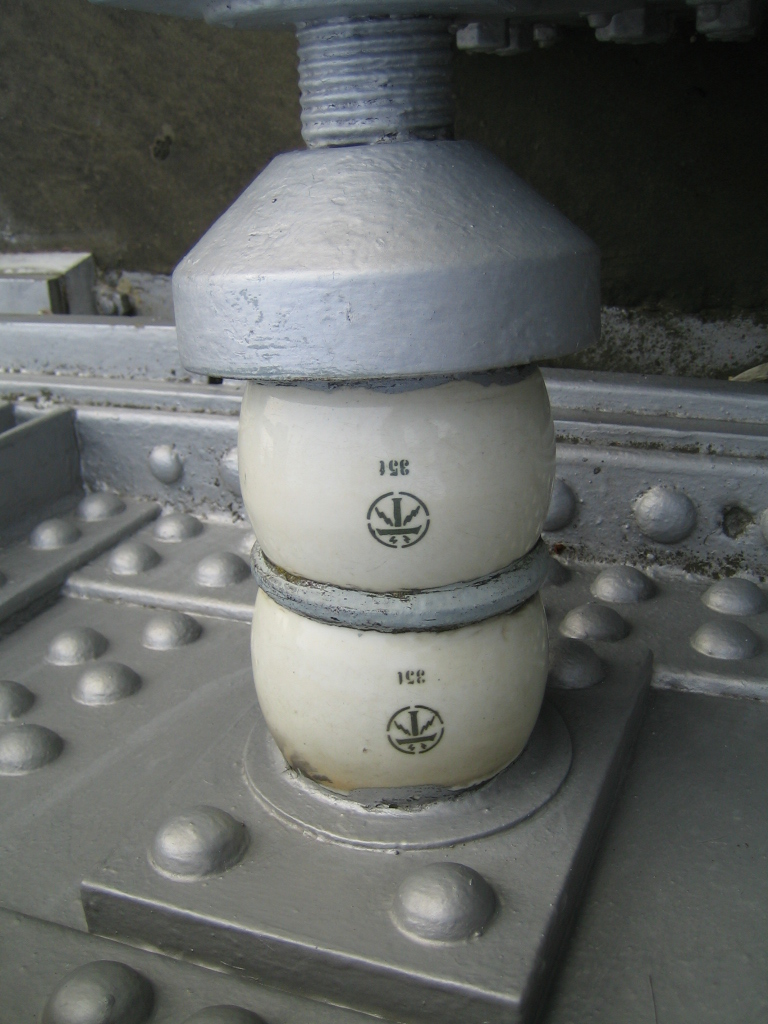
Isolatoren der KPM am Berliner Funkturm
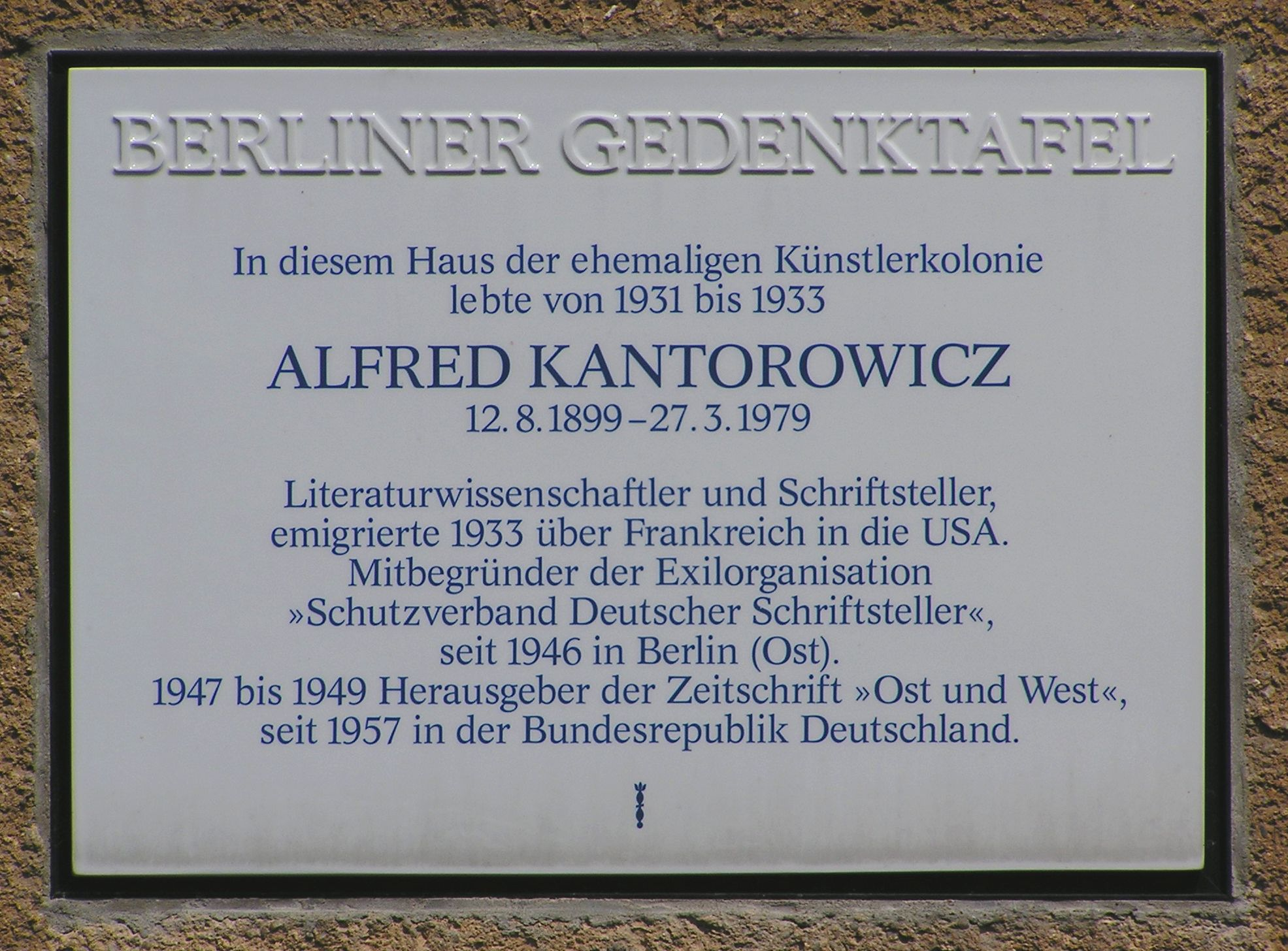
Berliner Gedenktafel
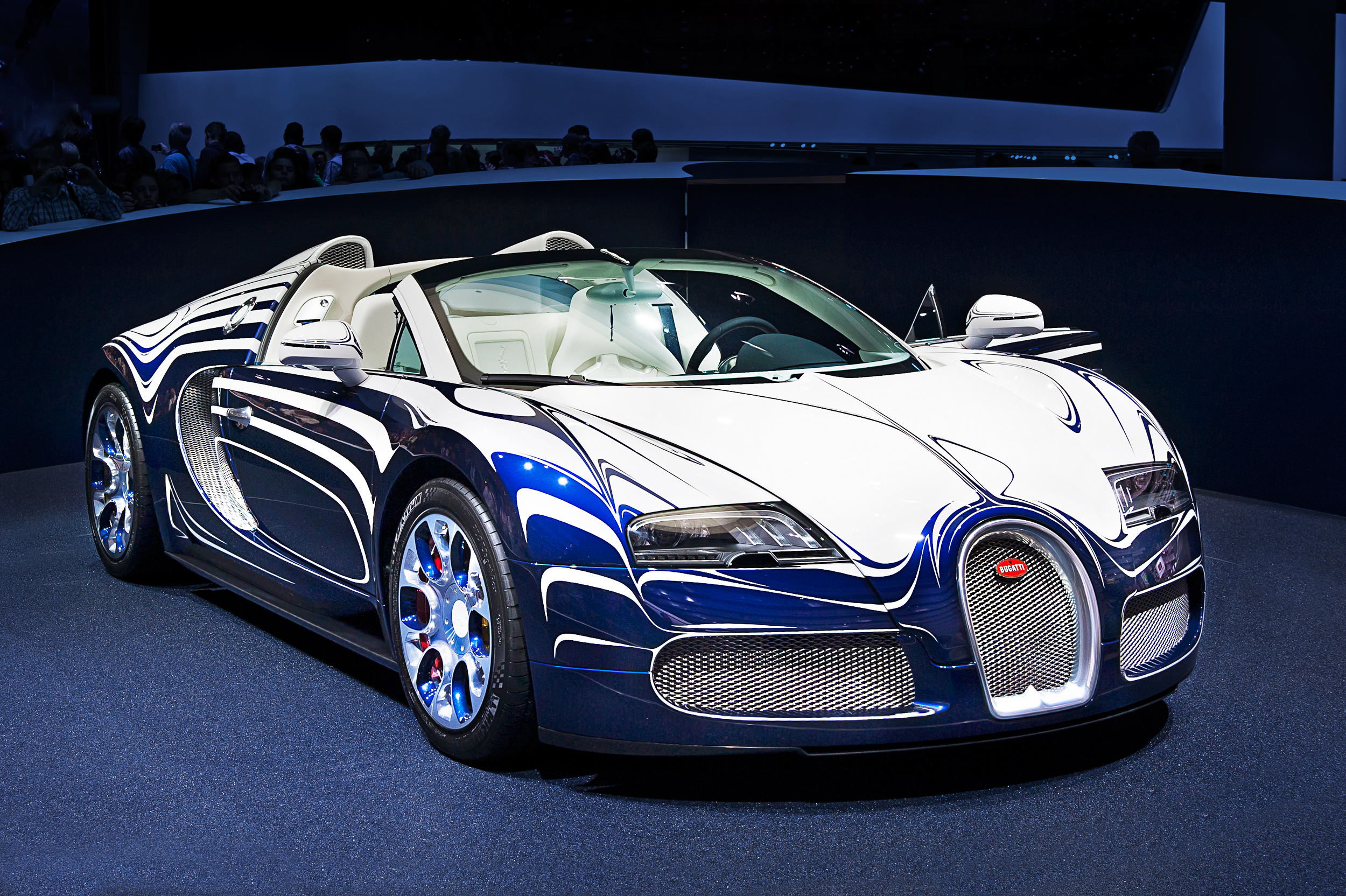
Bugatti Veyron L’Or Blanc
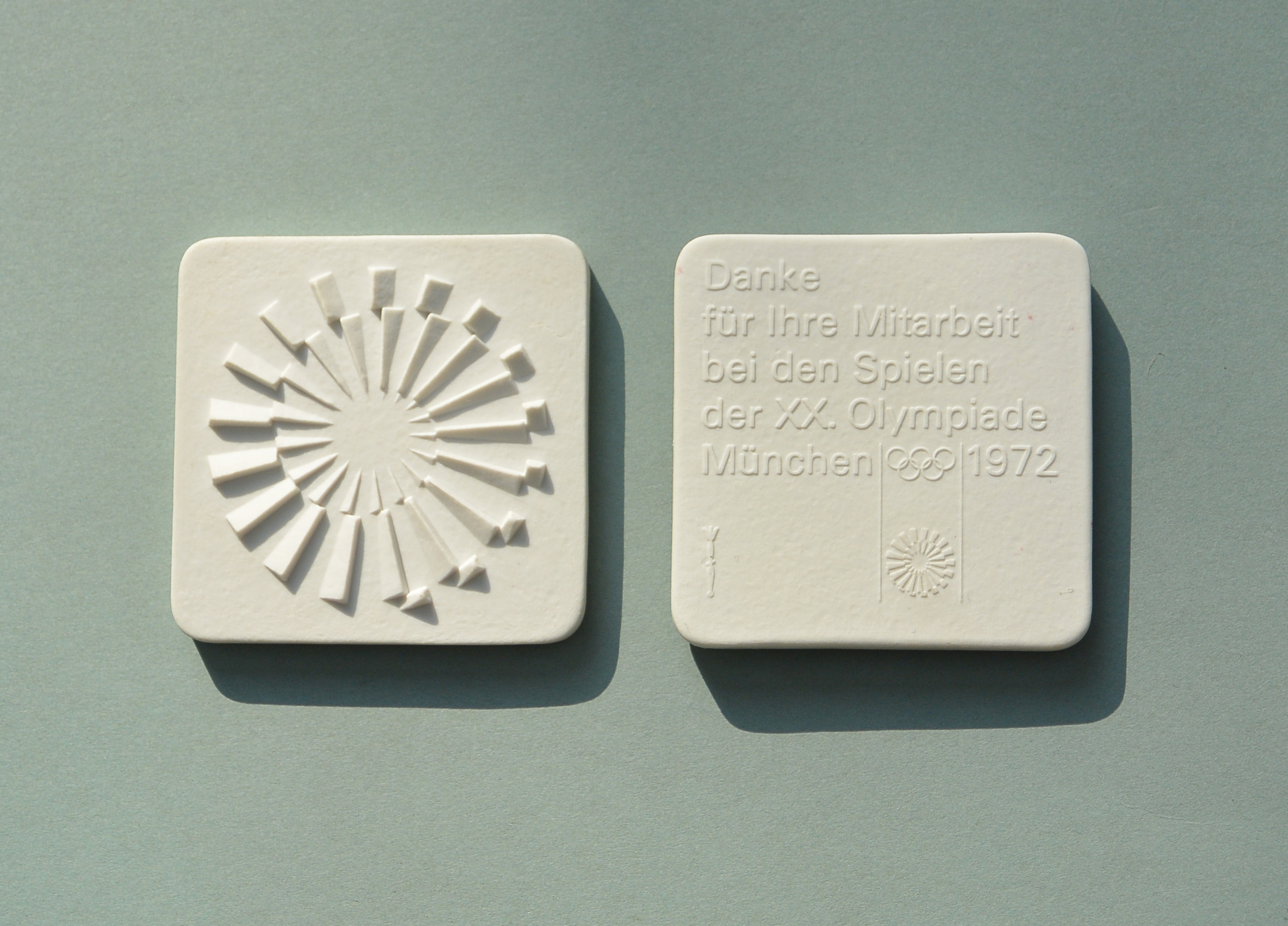
Porzellantaler der Olympischen Spiele München '72 für die Mitarbeiter der Spiele
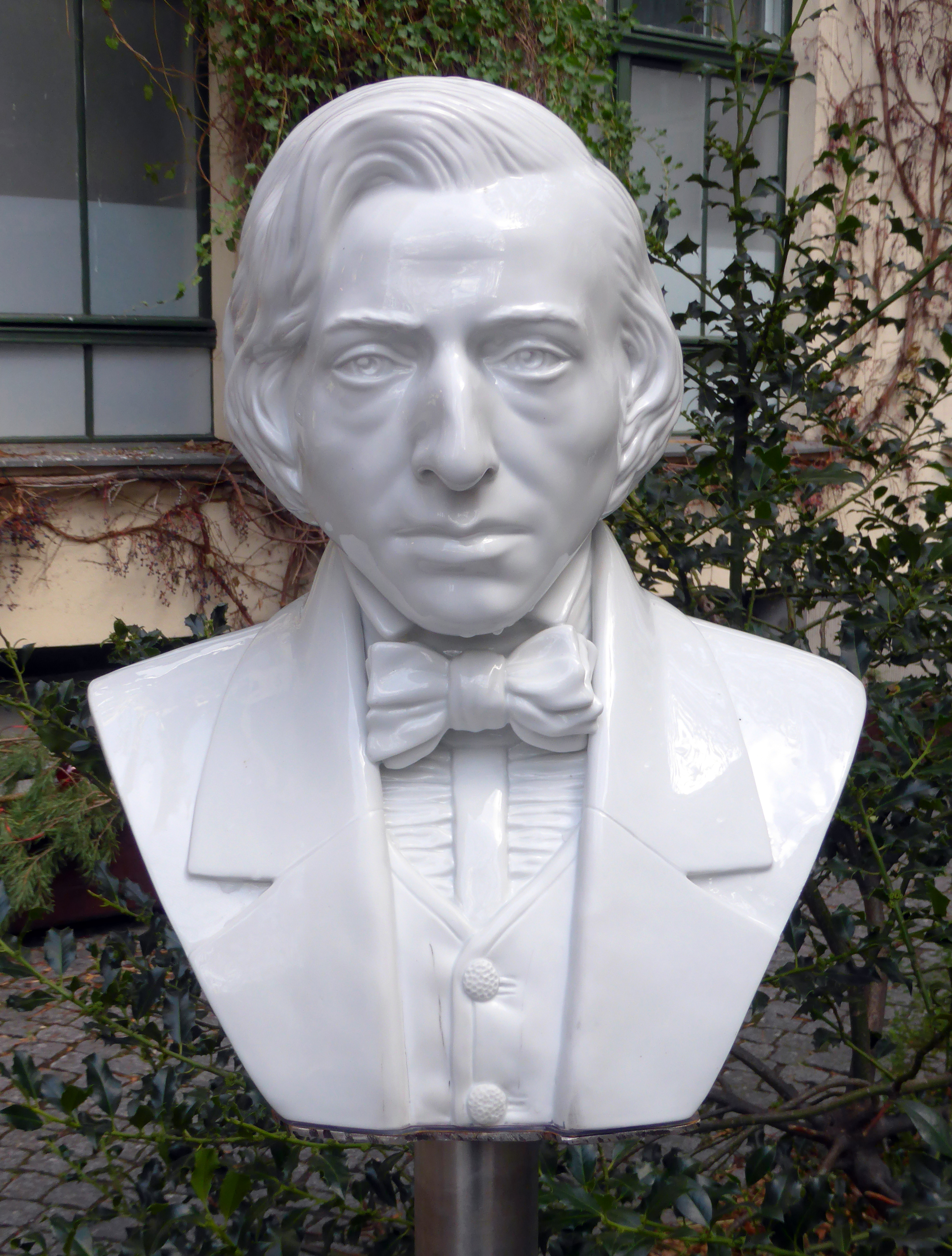
Lebensgroße Frédéric-Chopin-Büste zu dessen 200. Geburtstag (2010)
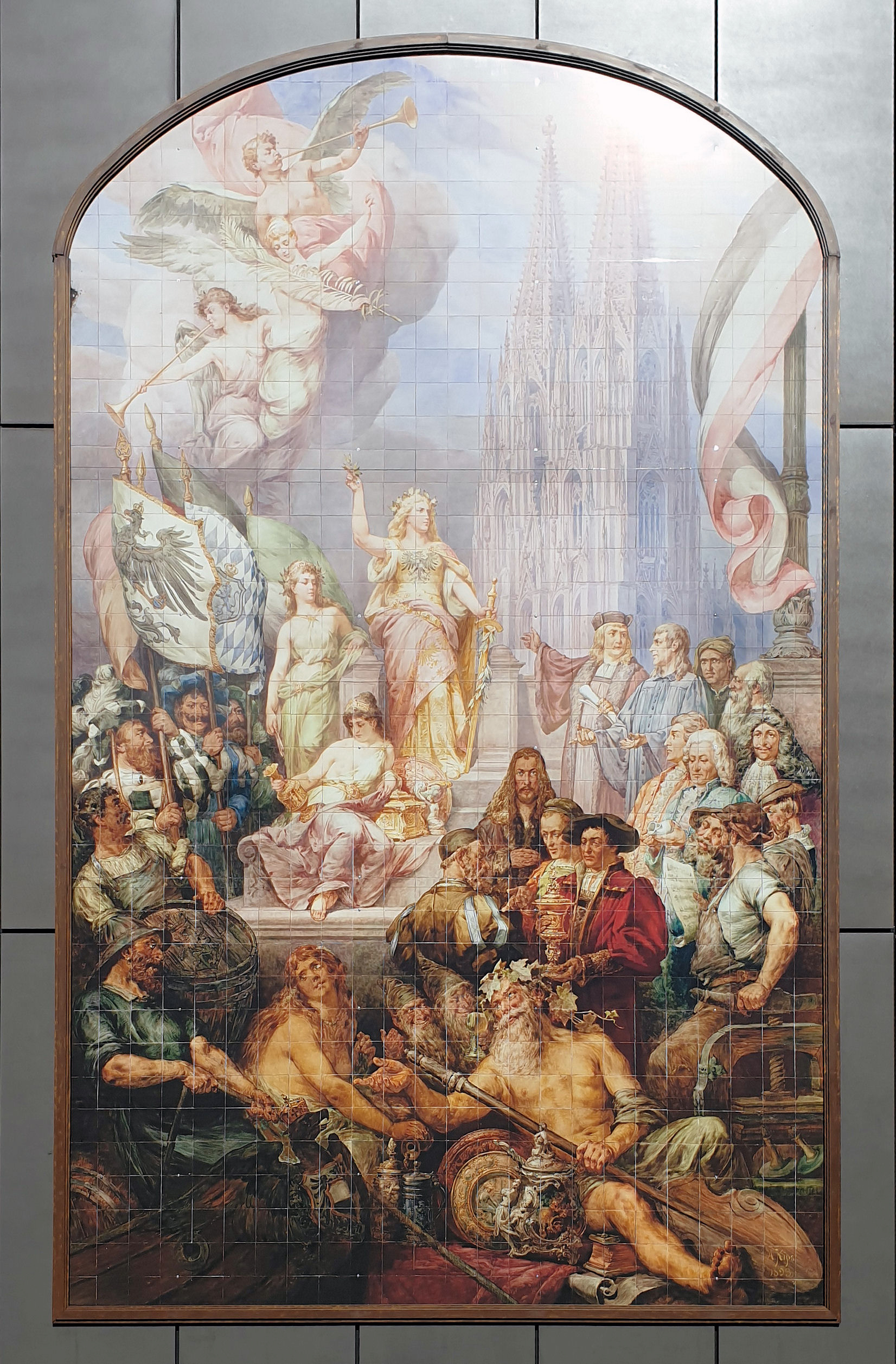
KPM Germania Wandfliesenbild

## Archiv der KPM
Das Archiv der KPM enthält Akten und Mappen mit ca. 10.000 auf Papier und Pergament aufgezeichneten Malvorlagen und Dekors, welche die Entwicklung und Produktion der Manufaktur von ihrer Gründung bis zu ihrer Auslagerung im Zweiten Weltkrieg (etwa 1940) illustrieren, außerdem eine ca. 2.000 Bände umfassende Bibliothek. Die Bücher sind in Leder gebunden und stellen besondere Raritäten dar. Im Austausch gegen die Figuren der Berliner Schlossbrücke gelangte das Archiv aus dem Depot des Märkischen Museums 1981 zurück nach West-Berlin.